# كارب خاشفانكيان
كارب خاشفانكيان (الأرمينية: Խաչվանքյան Խաչվանքյան ؛ 23 يناير 1923، آخالتسيخه - 23 نوفمبر 1998، يريفان) هو الممثل والمدير الأرمني، الفنان الشعبي لأرمينيا (1967).كان يعرف باسم «ملك الضحك».

## حياته
من عام 1941 حتى عام 1944 درس في المدرسة الفاعلة في أستوديو تبيليسي للأفلام. منذ عام 1944، كان ممثلًا في مسرح بارونيان الموسيقي الكوميدي في يريفان حيث كان يعمل حتى وفاته. لعب أكثر من 100 دور.
من عام 1984 إلى عام 1988 كان كارب أيضاً المدير الفني للمسرح وأخرج 13 مسرحية.
اشتهر بأدواره الكوميدية (Knyaz in "Taxi، Taxi"، Thodoros in "Liar Wanted"، Skapen in "Skapen’s Pranks"). 
تضمّنت إدارته مان أوف لامانشا (حيث لعب ميغيل دي ثيربانتس ودون كيخوتي)، وسيلفا من إمريش كالما، والحب تحت نجوم أ. أيفازيان.
كما لعب خاشفانكيان في أفلام (الطريق إلى المسرح عام 1963، وباتفي همار عام 1956؛ والفتاة من وادي أرارات عام 1950).

## وصلات خارجية
- كارب خاشفانكيان على موقع IMDb (الإنجليزية)
- كارب خاشفانكيان على موقع كينوبويسك (الروسية)

- Biography
- Karp Khachvankyan